# アイドルズ
アイドルズ（Idles）は、イギリスのロックバンド。2009年にブリストルで結成。

## 来歴
結成以降、8年間にわたりライブ活動を行い、2017年にデビューアルバム『ブルータリズム』をリリースし、批評家から高い評価を受けた。
2018年のセカンドアルバム『ジョイ・アズ・アン・アクト・オブ・レジスタンス。』でさらに注目を集め、2020年には『ウルトラ・モノ』を発表し、イギリスのアルバムチャートで初の1位を獲得した。
2021年には4作目のアルバム『クローラー』をリリース。2024年にリリースした5作目となるスタジオアルバムの『TANGK』は、イギリスで2度目のチャート1位を記録した。

## メンバー
- アダム・デヴォンシャー（ベース）
- ジョー・タルボット（ボーカル）
- マーク・ボーウェン（ギター）
- ジョン・ビーヴィス（ドラム）
- リー・キアナン（ギター）

## ディスコグラフィ

### スタジオ・アルバム
- ブルータリズム（2017年）
- ジョイ・アズ・アン・アクト・オブ・レジスタンス。（2018年）
- ウルトラ・モノ（2020年）
- クローラー（2021年）
- TANGK（2024年）